# Видзовский район
Видзовский район (редко — Видзский район; бел. Відзскі раён) — административно-территориальная единица в Белорусской ССР в 1940—1960 годах, входившая в Вилейскую, затем — в Полоцкую и Молодечненскую область.

## История
Видзовский район с центром в посёлке Видзы был образован в Вилейской области 15 января 1940 года, в октябре установлено деление на 11 сельсоветов. 20 сентября 1944 года передан в состав Полоцкой области. 8 января 1954 года в связи с упразднением Полоцкой области передан в состав Молодечненской области.
20 января 1960 года район упразднён, территория передана в состав Браславского района Витебской области.
По данным переписи 1959 года, население района составляло 18 490 человек.

## Сельсоветы
- Блажишковский (1940—1959);
- Богинский (1940—1959);
- Далековский (1940—1960);
- Дрисвятский (1940—1960);
- Дубровский (1940—1954);
- Козянский (1940—1960);
- Милашковский (1940—1954);
- Обалевский (1940—1960);
- Роспнельский (1940—1954);
- Сестренецкий (1940—1959);
- Ярканцовский (1940—1960).